# Urelytrum muricatum
Urelytrum muricatum är en gräsart som beskrevs av Charles Edward Hubbard. Urelytrum muricatum ingår i släktet Urelytrum och familjen gräs. Inga underarter finns listade i Catalogue of Life.